# Martin Löb
Martin Hugo Löb (AFI: [løːp]; 31 de marzo de 1921–21 de agosto de 2006) fue un matemático alemán. Tras la Segunda Guerra Mundial, se estableció en el Reino Unido y se especializó en la lógica matemática. Se mudó a los Países Bajos en los años setenta, donde se jubiló. Es conocido por haber formulado el teorema de Löb en 1955.

## Biografía
Löb creció en Berlín, pero huyó de la Alemania nazi y llegó al Reino Unido justo antes de que estallara la Segunda Guerra Mundial. Como extranjero proveniente de un país en conflicto con el Reino Unido, en 1940 fue deportado a bordo del Dunera a un campo de internamiento en Hay (Nueva Gales del Sur, Australia). Con 19 años, Löb aprendió matemáticas por parte de otros internos. Su profesor Felix Behrend pasaría a ser profesor en la Universidad de Melbourne.
A Löb se le permitió volver al Reino Unido en 1943. Terminada la guerra, estudió en la Universidad de Londres. Tras graduarse, fue estudiante de investigación con Reuben Goodstein en la Universidad de Leicester. Consiguió el doctorado y empezó a trabajar como profesor asistente en la Universidad de Leeds en 1951, donde permanecería 20 años, pasando a ser profesor asociado y finalmente profesor titular de Lógica Matemática entre 1967 y 1970. Desarrolló el grupo de Leeds de lógica matemática, convirtiéndolo en uno de los centros punteros en el Reino Unido. Löb hizo investigaciones en teoría de la demostración, lógica modal y teoría de la computabilidad. Formuló el teorema de Löb en 1955, como una versión formal de la paradoja de Löb, que dice que las declaraciones que afirmen su propia demostrabilidad deben ser ciertas (algo similar al teorema de la incompletitud de Gödel).
La mujer de Löb, Caroline, era neerlandesa. Tuvieron dos hijas. Löb se trasladó a los Países Bajos para trabajar de profesor en la Universidad de Ámsterdam a principios de los años 1970. Permaneció en la Universidad de Ámsterdam hasta que se jubiló; posteriormente, se trasladó a Annen, donde falleció.